# Écrevisse de Louisiane
Procambarus clarkii
Espèce
Statut de conservation UICN

 LC  : Préoccupation mineure
L'écrevisse de Louisiane ou écrevisse rouge de Louisiane (Procambarus clarkii) est une espèce de crustacés décapodes d'eau douce originaire du nord-est du Mexique et du centre-sud des États-Unis et, comme son nom l'indique, très abondant en Louisiane. Procambarus clarkii est considérée comme l’espèce écologiquement la plus plastique des décapodes, ce qui lui permet d’être la plus répandue dans le monde.

## Habitats
Contrairement aux espèces d'écrevisses indigènes d'Europe (qui appartiennent à la petite famille Astacidae), P. clarkii est capable de tolérer des périodes sèches de plus de quatre mois et des eaux stagnantes moins claires ou ayant une plus forte salinité que les espèces européennes. Pour cette raison, elle est capable d'occuper une grande variété d'habitats, y compris les zones souterraines, prairies humides, inondées de façon saisonnière, marais et marécages et les lacs et cours d'eau permanents.
P. clarkii s’enterrant dans le sol en cas de sécheresse, gel, faibles concentrations en oxygène, fortes teneurs en matières organiques, l'espèce peut résister à des conditions extrêmes.

## Description
L'écrevisse de Louisiane a des couleurs allant du gris-rouge au rouge vif. Elle est facilement reconnaissable aux points rouges qui ornent ses pinces et son corps.
Elle mesure 10 à 12 cm à l'âge adulte et a de grandes pinces quasiment aussi longues.
Elle peut atteindre le poids de 50 g dès l'âge de 3 mois et vivre jusqu'à 6 ans.
P. clarkii a deux modes d'activité : une phase d'errance, sans aucune périodicité quotidienne, caractérisée par des pics de courte durée à grande vitesse de locomotion, et une plus longue phase stationnaire, au cours de laquelle les écrevisses se cachent dans les terriers le jour, émergeant seulement au crépuscule pour se nourrir. D'autres comportements, comme la lutte ou la saillie, se déroulent la nuit. Pendant la phase d'errance, les mâles peuvent se déplacer jusqu'à 17 km en quatre jours et couvrir une large zone. Cette intense activité permet la dispersion de l'espèce.

### Régime alimentaire
Omnivore, elle est carnassière de préférence mais mange principalement des détritus de plantes plus faciles à trouver que les proies vivantes. Elle s'attaque principalement aux espèces à réactions lentes comme les têtards de grenouilles, insectes (Odonates, Éphéméroptères) et escargots, et moins aux espèces à réactions rapides, tels que les poissons à moustiques (Gambusia affinis). Elles peuvent également être cannibales.
Son activité « grouillante » contribue aussi à l’augmentation de la turbidité de l’eau. Résultat, en dix ans seulement de présence sur un site, elle est capable de faire disparaître 99 % de la végétation aquatique, 70 % des insectes et mollusques et plus de 80 % des amphibiens. 

### Reproduction
Les femelles portent des œufs tout au long de l'année, ce qui leur permet de pondre dès que les conditions sont favorables et contribue au succès de la colonisation. Chaque ponte donne cent à cinq cents œufs (100 œufs pour une écrevisse de 6 cm, la taille qu'elle atteint vers 6 mois où elle commence à se reproduire, et 500 pour une de 10 cm). Les jeunes écrevisses restent avec leur mère dans le terrier pendant huit semaines au maximum et subissent deux mues avant de pouvoir se débrouiller seules.
Dans les lieux avec période d'inondation longue (plus de 6 mois), il peut y avoir au moins deux périodes de reproduction (en automne et au printemps). La période du printemps est plus longue et plus prolifique et persiste jusqu'à l'assèchement du marais. Pour que les grandes femelles puissent se reproduire, il doit y avoir une induction hormonale (déclenchée par la photopériode), un hydropériode de plus de quatre mois, une température supérieure à 18 °C et un pH compris entre 7 et 8. Si les femelles ont une courte période pour se préparer à la reproduction, elles doivent sortir prématurément de leur terrier pour se nourrir ; dans de telles circonstances beaucoup de femelles meurent de déshydratation, entraînant une dépression dans la population.

## Utilisation

### Alimentation

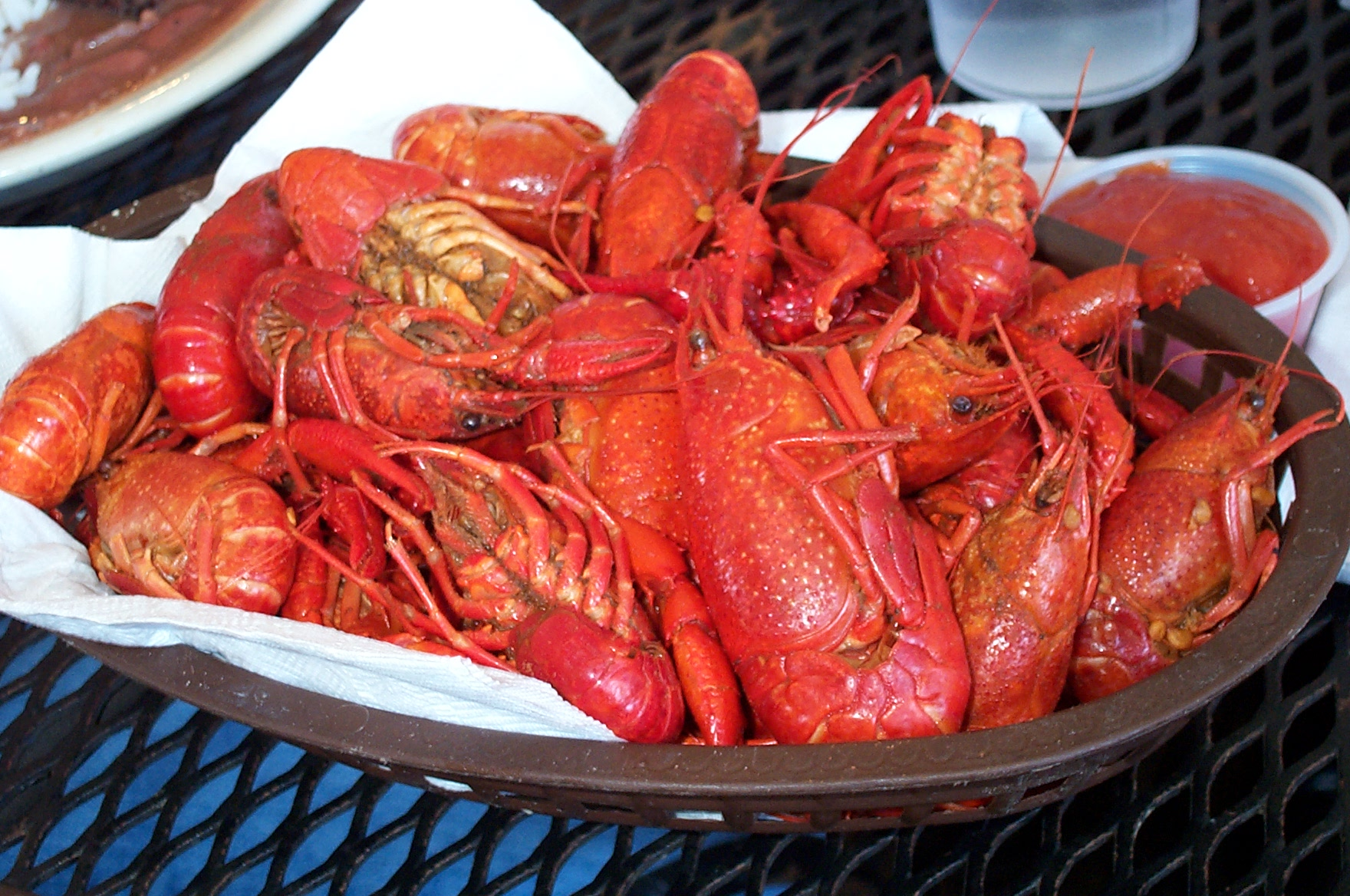

Procambarus clarkii représente la grande majorité des écrevisses produites commercialement aux États-Unis pour l'alimentation humaine. L'espèce a été l'écrevisse d'eau douce la plus dominante dans le monde au cours du XXe siècle et son succès commercial a conduit à l'introduction intentionnelle en Espagne, en France et en Italie dans les années 1970 et 1980.
Cette écrevisse est une composante importante de la cuisine cadienne (sous le nom de crawfish), mais est réputée avoir une saveur moindre que celle des espèces européennes.

### Lutte biologique
Au Kenya, on utilise l'écrevisse de Louisiane comme agent de lutte biologique pour réduire le nombre d'escargots qui agissent comme hôtes intermédiaires pour l'organisme pathogène qui cause la bilharziose. Cela pourrait avoir favorisé la propagation de cette espèce d'écrevisse en Afrique.

## Espèce invasive et nuisible
En Europe, elle a été introduite délibérément par l'homme dans plusieurs pays à des fins commerciales. En 2020, elle est présente dans dix États membres de l'UE et connait une propagation active. Elle est aujourd'hui considérée comme une espèce invasive et est inscrite depuis 2016 dans la liste des espèces exotiques envahissantes préoccupantes pour l’Union européenne. Cela signifie que cette espèce ne peut pas être importée, élevée, transportée, commercialisée, ou libérée intentionnellement dans la nature, et ce nulle part dans l’Union européenne.
L'Ecrevisse de Louisiane est un organisme nuisible des biotopes où elle s'installe car elle y joue souvent un rôle d'espèce clé de voûte. En effet, elle affecte de nombreuses composantes de l'écosystème d'accueil en modifiant la nature des plantes indigènes et des communautés animales présentes. Agressive et robuste, elle détériore les eaux saines en s'attaquant aux invertébrés et macrophytes qui les régulent. Elle cause des blessures non létales aux têtards, en particulier des amputations de queue qui les exposent à une prédation accrue. Elle est également porteuse d’un champignon (Aphanomyces astaci) qui décime les écrevisses indigènes comme l'écrevisse à pattes blanches. En région Poitou-Charentes par exemple, les populations ont chuté de 68 % entre 1978 et 2006.
De plus, elle dégrade les berges et l'hydrologie des sols entourant les points d'eau en creusant des galeries de près de 2 mètres pour s'abriter en cas de danger, mais aussi pendant l'hiver ou en période de reproduction (deux pontes par an, jusqu’à 700 œufs par femelle). Ces terriers peuvent être la cause de fuites dans les réservoirs et les systèmes d'irrigation.
Colonisateur rapide, P. clarkii est une espèce à stratégie r, ayant un cycle de vie court et un taux de fécondité élevé alors que les espèces européennes indigènes (comme Astacus astacus) sont des espèces à stratégie k, présentant une longue durée de vie et une faible fécondité. En conséquence, A. astacus est plus compétitive dans les écosystèmes matures tandis que P. clarkii est plus compétitive dans les habitats perturbés (y compris les zones modifiées par l'homme telles que les rizières.)
En France, sa population est telle que, par exemple dans le Blayais (au nord de la Gironde) et dans tous les marais des bords de Garonne, il y aurait deux ou trois tonnes de ces écrevisses carnassières par hectare, malgré la consommation qu'en font les milans noirs, les hérons cendrés ou les cigognes (dont elles modifieraient la couleur des pattes et du bout des ailes).
Pour limiter leur dissémination, toute introduction est formellement interdite dans tout le territoire. Le transport d'écrevisses de Louisiane vivantes est soumis à autorisation. Si sa pêche est encouragée, son utilisation comme appât est strictement interdite. Procambarus clarkii a en effet été beaucoup propagée par les pêcheurs qui les utilisaient comme appât. Pour tuer l'écrevisse, il suffit de tordre la nageoire du milieu de la queue (le telson) et de tirer dessus ce qui a pour effet d’enlever le boyau intestinal qui de surcroît donne un goût amer à la chair. Cette opération s’appelle « châtrer l’écrevisse ».

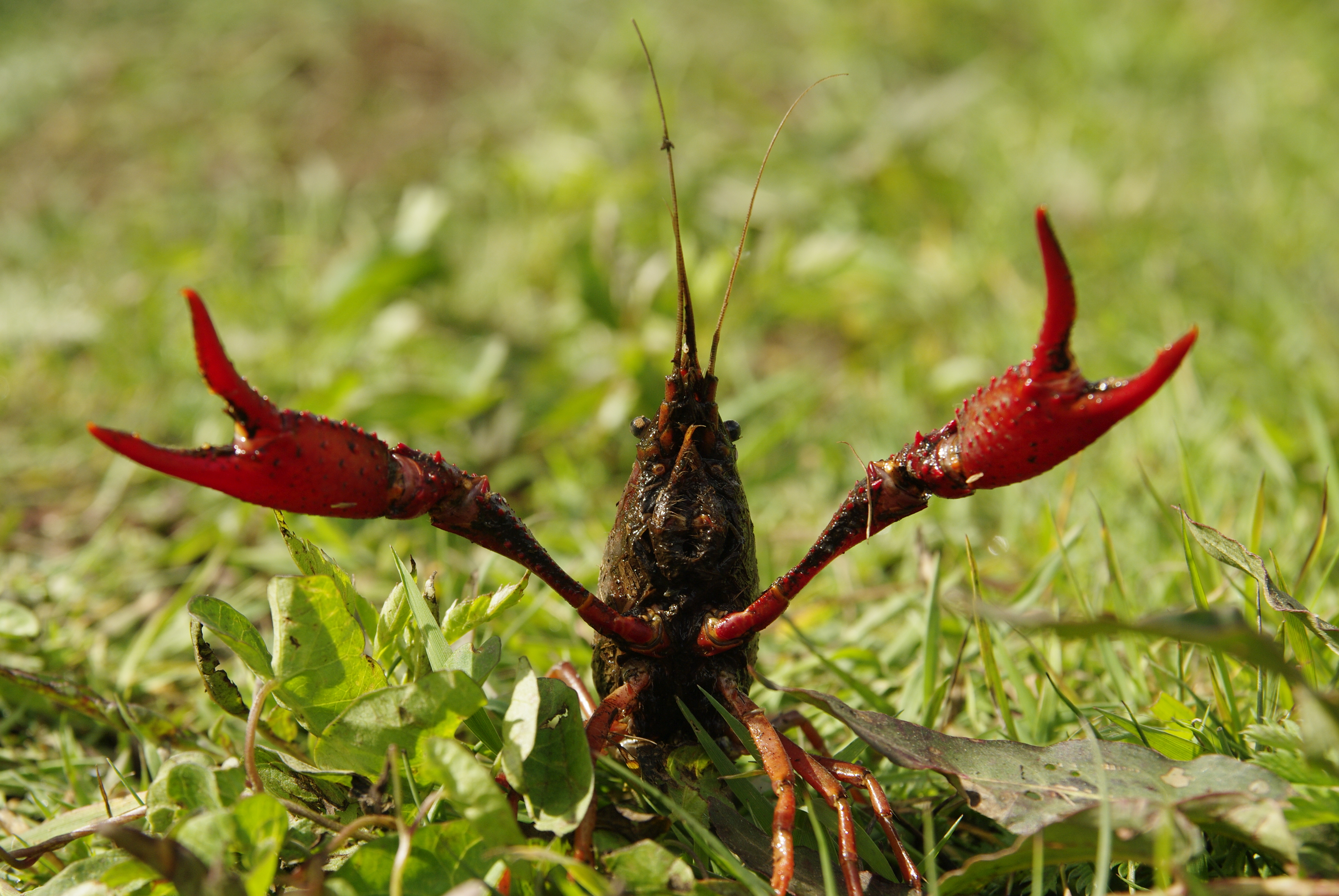
Écrevisse sur la défensive
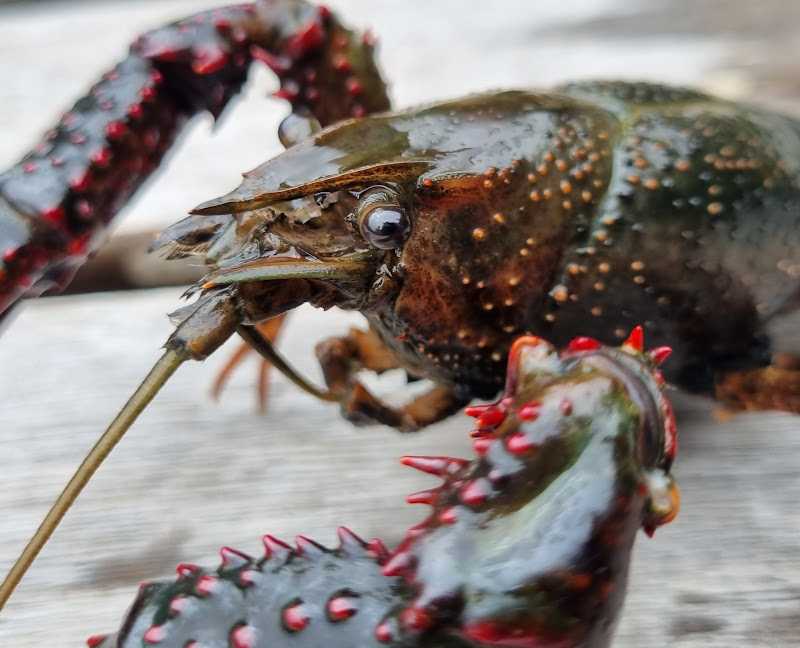
Détail du céphalon

### Éradication
Outre les méthodes chimiques, on peut tenter une éradication par la lutte biologique en introduisant dans le milieu des poissons prédateurs comme les anguilles, la lotte, la perche et le brochet, mais surtout l'achigan à grande bouche.